# Арли: второй Париж
«Арли: второй Париж» — нигеро-бенинский документальный фильм о городе Арли, снятый режиссёром Идриссу Моракпаем. Премьера состоялась в 2007 году.
Фильм повествует о городе Арли, рождённом урановыми рудниками и иммиграцией. В семидесятые и восьмидесятые годы город был воплощением успеха. Он был экономическим центром региона Агадес и самым быстрорастущим городом страны. Но падение цен на уран и восстания туарегов в конце 1980-х сделали его городом-призраком. Сейчас город служит перевалочным пунктом для нелегальных эмигрантов, стремящихся в Европу. Здесь собираются переселенцы со всей Африки, прежде чем продолжить своё путешествие в Марокко или Алжир. Арли является плавильным котлом культур.